# International Air Transport Association
Die International Air Transport Association (IATA gesprochen [aɪˈɑːtə], englisch für Internationale Luftverkehrs-Vereinigung) wurde als Dachverband der Fluggesellschaften im April 1945 in Havanna auf Kuba gegründet. Sie ist die Nachfolgeorganisation der am 28. August 1919 in Den Haag gegründeten International Air Traffic Association. Ihr Sitz ist in Montreal in Kanada.

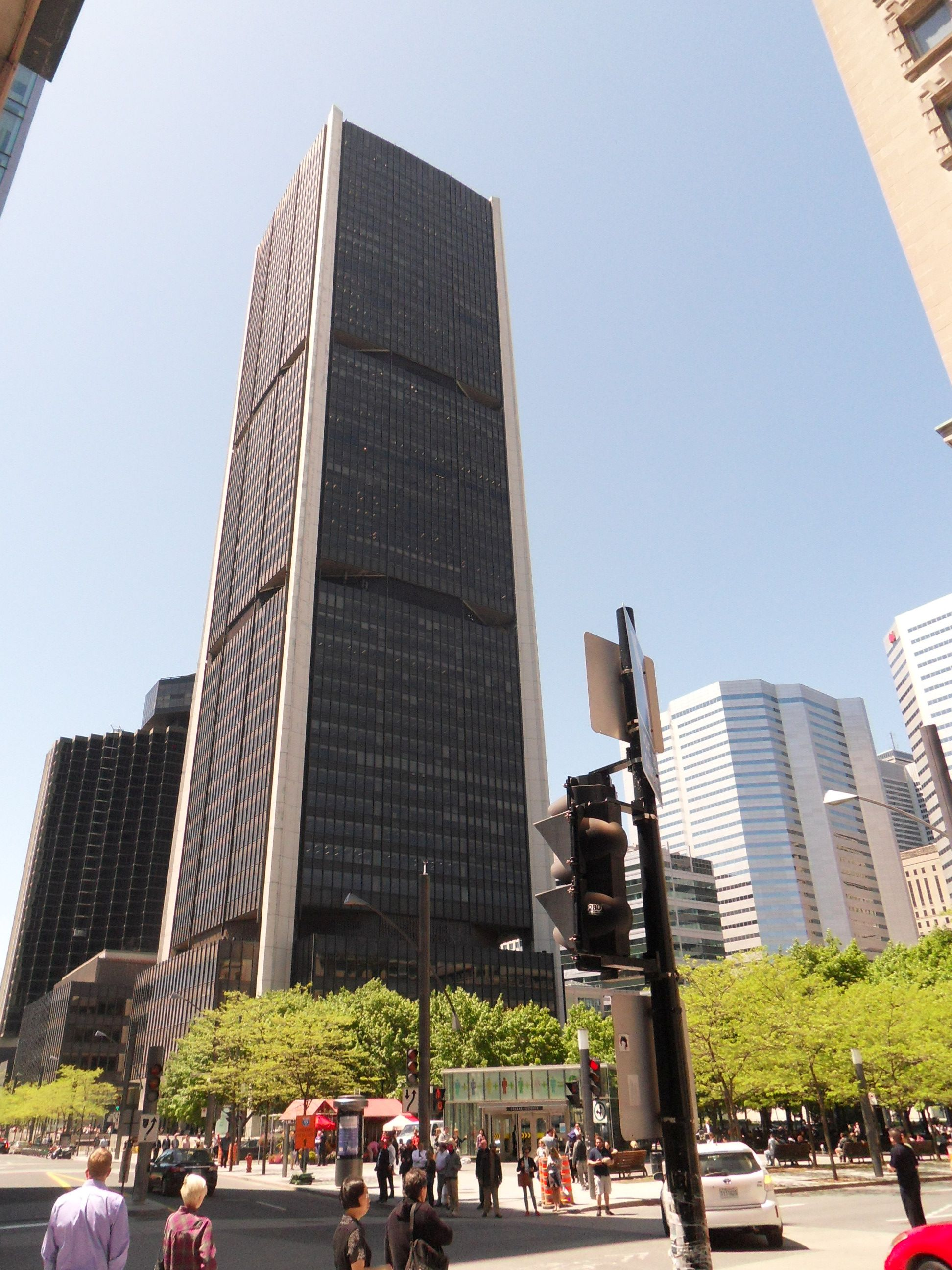
Sitz der IATA in Montreal (Tour de la Bourse-Gebäude)

Das Ziel der IATA ist, das Lufttransportgewerbe zu „repräsentieren und ihm zu dienen“. Der Branchenverband möchte das Verständnis für die Belange des Lufttransportgewerbes fördern und das „Bewusstsein für die Vorzüge“ schärfen, die die Luftfahrt der globalen Wirtschaft bringt. Weiteres Ziel ist die Förderung des sicheren, planmäßigen und wirtschaftlichen Transportes von Menschen und Gütern in der Luft sowie die Förderung der Zusammenarbeit aller an internationalen Lufttransportdiensten beteiligten Unternehmen.
Der Organisation gehören 300 Fluggesellschaften an, die rund 94 % aller internationalen Flüge durchführen. Mitglieder sind große oder nationale Luftfahrtgesellschaften, die internationale und interkontinentale Flüge durchführen. Billigfluggesellschaften, reine Charterfluggesellschaften sowie Gesellschaften, die nur Inlandsflüge durchführen, sind häufig nicht Mitglieder der IATA.
Mit Flughäfen, Luftfahrtbehörden, Reisebüros, Zuliefer- und Bodenabfertigungsunternehmen, Unternehmen der Luftfahrtindustrie und anderen Interessierten geht die IATA sogenannte strategische Partnerschaften ein, von denen mehr als 300 existieren.
In Deutschland unterhält die Organisation eine Repräsentanz in Frankfurt am Main, in der Schweiz in Genf, für Österreich ist das Büro in Prag zuständig.

## Aufgaben
Die IATA versucht, die Prozesse im Luftfahrtgeschäft zu vereinfachen. Dies betrifft z. B. die Vereinheitlichung der Tickets und der Gepäckbeförderung. So können Passagiere mit einer einzigen Buchung problemlos mit mehreren Fluggesellschaften reisen und müssen sich dabei auch nicht um das Gepäck kümmern. Ähnliches gilt auch für die Frachtabfertigung.
Der Verband organisiert – mit Ausnahme der USA – weltweit die Abrechnung der Flugtickets, die von Reisebüros mit IATA-Lizenz ausgestellt werden. Jährlich werden mehr als 400 Millionen Tickets über das System ausgestellt. Zusätzlich nimmt die IATA Einfluss auf die Preisbildung im internationalen Flugverkehr.
Für die Luftfahrtunternehmen erstellt sie anonymisierte Statistiken, damit sie sich mit anderen Marktteilnehmern messen können.
IATA-Codes sorgen für die Identifizierbarkeit von Flughäfen, Fluggesellschaften und Flugzeugtypen. IATA-Codes für Flughäfen sind dreistellig, für Fluggesellschaften zweistellig. Es gibt „kontrollierte Duplikate“, und Codes können mit zeitlicher Differenz auch an mehrere Gesellschaften vergeben worden sein; daher lassen IATA-Codes keine eindeutige Zuordnung zu, ein Manko, das die Verwendung der um jeweils eine Stelle erweiterten ICAO-Codes in Diskussion bringt.
Außerdem werden Sicherheitsstandards definiert und auch kontrolliert, die für alle Mitglieder bindend sind.
Die Organisation bietet aber auch Unterstützung für Startup-Airlines, Behörden, Flughäfen usw. an.
Die IATA finanziert sich nicht nur über Mitgliederbeiträge (mind. 15.000 Dollar pro Jahr), sondern auch über den Verkauf von Dienstleistungen, Handbüchern, Statistiken und  elektronischer Dokumente.

## Geschichte
Die Gründung der Vorgängerorganisation im Jahr 1919, d. h. nur ein Jahr nach dem Ende des Ersten Weltkrieges zeigte, dass die gesteigerten wirtschaftlichen Möglichkeiten des Flugverkehrs, welche auf Grund der im Krieg erzielten technischen Fortschritte möglich gemacht wurden, schon bald erkannt wurden.
Noch kurz vor Ende des Zweiten Weltkriegs wurde die IATA am 19. April 1945 im Hotel Nacional in Havanna neu gegründet. Zum Zeitpunkt ihrer Neugründung gehörten ihr 57 Mitglieder aus 31 überwiegend europäischen und nordamerikanischen Nationen an.
Eine ihrer Hauptfunktionen waren Preisfestsetzung und Leistungsabsprachen im internationalen Luftverkehr, die bis in die 90er-Jahre bzw. bis etwa 2006 wirksam waren und dann – wie auch andere ähnliche Regelungen – aus kartellrechtlichen Gründen beendet wurden.
Die IATA plante ursprünglich bis Ende 2007 die weltweite Einführung elektronischer Flugtickets. Dies soll Einsparungen von bis zu 3 Milliarden US-Dollar jährlich für das internationale Lufttransportgewerbe bringen. Dies bringt eine Ersparnis von neun Dollar pro Buchung und 50.000 weniger gefällte Bäume pro Jahr. Aus diesem Grund wurden am 27. August 2007 zum letzten Mal 16,5 Millionen Tickets von sieben Druckereien bestellt. Bis zum 31. Mai 2008 wurden die Papiertickets an die 60.000 Reisebüros verteilt und seit dem 1. Juni 2008 werden nur noch so genannte E-Tickets ausgestellt.

## Traffic Conference Areas
Um den Interessen regionaler Bedürfnisse entgegenzukommen, unterteilt die IATA die Erde in drei Konferenzgebiete, den sog. Traffic Conference Areas, bei denen die entsprechenden Fluggesellschaften teilnehmen. Die zugeordneten Gebiete entsprechen nicht der sonst üblichen geografischen Unterteilung. Man spricht deshalb auch von der IATA-Geografie. Die bedeutenden Airlines sind Teilnehmer bei allen dieser Konferenzen.
Diese drei Gebiete sind:
- TC1 – Erstes Konferenzgebiet: Grönland, Nordamerika, Mittelamerika, Südamerika und Hawaii
- TC2 – Zweites Konferenzgebiet: Europa, Afrika und Teile Asiens
unterteilt in drei Unterregionen
  - TC2-Europa (u. a. mit Türkei, Marokko, Tunesien und Algerien)
  - TC2-Afrika
  - TC2-Naher/Mittlerer Osten (u. a. mit dem Iran, Sudan, Ägypten)
- TC3 – Drittes Konferenzgebiet: Asien und Australien

## IATA Clearing House
Das IATA Clearing House (ICH) mit Sitz in Genf ist die Abrechnungszentrale der IATA-Luftverkehrsgesellschaften. Ausgangs- und Eingangsrechnungen jeder Gesellschaft werden hier saldiert. Die Basis für die Verrechnungen sind die Interline-Abkommen zwischen den Fluggesellschaften. Somit muss eine Airline nur noch mit dem Clearing-House und nicht mehr mit den anderen Airlines verrechnen. Das ICH verrechnet seinerseits mit dem jeweiligen Airline Clearing House (ACH).

## Mitglieder

### Aktuelle Mitglieder
Folgende Fluggesellschaften sind Mitglieder der IATA:
| Fluggesellschaft                                                    | IATA-Code | IATA-Prefixcode | ICAO-Code | Land                   | Ländercode nach ISO |
| ------------------------------------------------------------------- | --------- | --------------- | --------- | ---------------------- | ------------------- |
| ABSA Cargo Airline                                                  | M3        | 549             | TUS       | Brasilien              | BR                  |
| Adria Airways                                                       | JP        | 165             | ADR       | Slowenien              | SI                  |
| Aegean Airlines                                                     | A3        | 390             | AEE       | Griechenland           | GR                  |
| Aer Lingus                                                          | EI        | 053             | EIN       | Irland                 | IE                  |
| Aero Contractors                                                    | NG        | 708             | NIG       | Nigeria                | NG                  |
| Aero República                                                      | P5        | 845             | RBP       | Kolumbien              | CO                  |
| Aeroflot                                                            | SU        | 555             | AFL       | Russland               | RU                  |
| Aerolíneas Argentinas                                               | AR        | 044             | ARG       | Argentinien            | AR                  |
| Aerolineas Galapagos                                                | 2K        | 547             | GLG       | Ecuador                | EC                  |
| Aeroméxico                                                          | AM        | 139             | AMX       | Mexiko                 | MX                  |
| Afriqiyah Airways                                                   | 8U        | 546             | AAW       | Libyen                 | LR                  |
| Aigle Azur (1970)                                                   | ZI        | 439             | AAF       | Frankreich             | FR                  |
| Air Algérie                                                         | AH        | 124             | DAH       | Algerien               | AR                  |
| Air Arabia                                                          | G9        | 514             | ABY       | VAE                    | AE                  |
| Air Astana                                                          | KC        | 465             | KZR       | Kasachstan             | KZ                  |
| Air Austral                                                         | UU        | 760             | REU       | Réunion                | RE                  |
| Air Baltic                                                          | BT        | 657             | BTI       | Lettland               | LV                  |
| Air Botswana                                                        | BP        | 636             | BOT       | Botswana               | BW                  |
| Air Calédonie                                                       | TY        | 190             | TPC       | Neukaledonien          | NC                  |
| Air Canada                                                          | AC        | 014             | ACA       | Kanada                 | CA                  |
| Air Cairo                                                           | SM        | 381             | MSC       | Ägypten                | EG                  |
| Air China                                                           | CA        | 999             | CCA       | China                  | CN                  |
| Air Corsica (früher Compagnie Corse Mediterranée bzw. CCM Airlines) | XK        | 146             | CCM       | Frankreich             | FR                  |
| Air Europa                                                          | UX        | 996             | AEA       | Spanien                | ES                  |
| Air France                                                          | AF        | 057             | AFR       | Frankreich             | FR                  |
| Air India                                                           | AI        | 098             | AIC       | Indien                 | IN                  |
| Air Koryo                                                           | JS        | 120             | KOR       | Nordkorea              | KP                  |
| Air Macau                                                           | NX        | 675             | AMU       | Makao (SAR), China     | CN                  |
| Air Malta                                                           | KM        | 643             | AMC       | Malta                  | MT                  |
| Air Mauritius                                                       | MK        | 239             | MAU       | Mauritius              | MU                  |
| Air Moldova                                                         | 9U        | 572             | MLD       | Moldawien              | MD                  |
| Air Namibia                                                         | SW        | 186             | NMB       | Namibia                | NA                  |
| Air New Zealand                                                     | NZ        | 086             | ANZ       | Neuseeland             | NZ                  |
| Air Niugini                                                         | PX        | 656             | ANG       | Papua-Neuguinea        | PG                  |
| Air Nostrum                                                         | YW        | 694             | ANE       | Spanien                | ES                  |
| Air Serbia                                                          | JU        | 115             | ASL       | Serbien                | RS                  |
| Air Seychelles                                                      | HM        | 061             | SEY       | Seychellen             | SC                  |
| Air Tahiti                                                          | VT        | 135             | VTA       | Franz. Polynesien      | PF                  |
| Air Tahiti Nui                                                      | TN        | 244             | THT       | Franz. Polynesien      | PF                  |
| Air Transat                                                         | TS        | 649             | TSC       | Kanada                 | CA                  |
| Air Vanuatu                                                         | NF        | 218             | AVN       | Vanuatu                | VU                  |
| AirBridgeCargo Airlines                                             | RU        | 580             | ABW       | Russland               | RU                  |
| Aircalin                                                            | SB        | 063             | ACI       | Neukaledonien          | NC                  |
| Airlink (früher South African Airlink)                              | 4Z        | 749             | LNK       | Südafrika              | ZA                  |
| Alaska Airlines                                                     | AS        | 027             | ASA       | USA                    | US                  |
| Alitalia                                                            | AZ        | 055             | AZA       | Italien                | IT                  |
| All Nippon Airways                                                  | NH        | 205             | ANA       | Japan                  | JP                  |
| AlMasria Universal Airlines                                         | UJ        | 110             | LMU       | Ägypten                | EG                  |
| ALS – Aircraft Leasing Services                                     | K4        |                 |           | Kenia                  | KE                  |
| American Airlines                                                   | AA        | 001             | AAL       | USA                    | US                  |
| Arik Air                                                            | W3        | 725             | ARA       | Nigeria                | NG                  |
| Arkia Israeli Airlines                                              | IZ        | 238             | AIZ       | Israel                 | IL                  |
| Asiana Airlines                                                     | OZ        | 988             | AAR       | Südkorea               | KR                  |
| Atlas Air                                                           | 5Y        | 369             | GTI       | USA                    | US                  |
| AtlasGlobal (früher Atlasjet)                                       | KK        | 610             | KKK       | Türkei                 | TK                  |
| Austral                                                             | AU        | 143             | AUT       | Argentinien            | AR                  |
| Austrian Airlines                                                   | OS        | 257             | AUA       | Österreich             | AT                  |
| Avianca                                                             | AV        | 134             | AVA       | Kolumbien              | CO                  |
| Avianca Brazil                                                      | O6        | 247             | ONE       | Brasilien              | BR                  |
| Azerbaijan Airlines                                                 | J2        | 771             | AHY       | Aserbaidschan          | AZ                  |
| Azul Linhas Aéreas                                                  | AD        | 577             | AZU       | Brasilien              | BR                  |
| Bahamasair                                                          | UP        | 111             | BHS       | Bahamas                | BS                  |
| Bangkok Airways                                                     | PG        | 829             | BKP       | Thailand               | TH                  |
| Belavia Belarusian Airlines                                         | B2        | 628             | BRU       | Belarus                | BY                  |
| BH Air                                                              | 8H        | 366             | BGH       | Bulgarien              | BG                  |
| Biman Bangladesh Airlines                                           | BG        | 997             | BBC       | Bangladesch            | BD                  |
| Binter Canarias                                                     | NT        | 474             | IBB       | Spanien                | ES                  |
| Blue Air                                                            | 0B        | 475             | BMS       | Rumänien               | RO                  |
| Blue Panorama Airlines                                              | BV        | 004             | BPA       | Italien                | IT                  |
| bmi regional                                                        | BM        | 480             | BMR       | Großbritannien         | GB                  |
| Boliviana de Aviación                                               | OB        | 930             | BOV       | Bolivien               | BO                  |
| British Airways                                                     | BA        | 125             | BAW       | Großbritannien         | GB                  |
| Brussels Airlines                                                   | SN        | 082             | BEL       | Belgien                | BE                  |
| Bulgaria Air                                                        | FB        | 623             | LZB       | Bulgarien              | BG                  |
| CAL Cargo Airlines                                                  | 5C        | 700             | ICL       | Israel                 | IL                  |
| Cargojet Airways                                                    | W8        | 489             | CJT       | Kanada                 | CA                  |
| Cargolux                                                            | CV        | 172             | CLX       | Luxemburg              | LU                  |
| Caribbean Airlines                                                  | BW        | 106             | BWA       | Jamaika                | JM                  |
| Carpatair                                                           | V3        | 021             | KRP       | Rumänien               | RO                  |
| Cathay Pacific                                                      | CX        | 160             | CPA       | Hong Kong (SAR), China | HK                  |
| China Airlines                                                      | CI        | 297             | CAL       | Taipeh                 | TW                  |
| China Cargo Airlines                                                | CK        | 112             | CKK       | China                  | CN                  |
| China Eastern                                                       | MU        | 781             | CES       | China                  | CN                  |
| China Postal Airlines                                               | CF        | 804             | CYZ       | China                  | CN                  |
| China Southern Airlines                                             | CZ        | 784             | CSN       | China                  | CN                  |
| CityJet                                                             | WX        | 689             | BCY       | Irland                 | IE                  |
| Comair                                                              | MN        | 161             | CAW       | Südafrika              | ZA                  |
| Condor                                                              | DE        | 881             | CFG       | Deutschland            | DE                  |
| Copa Airlines                                                       | CM        | 230             | CMP       | Panama                 | PA                  |
| Corendon Airlines                                                   | XC        | 395             | CAI       | Türkei                 | TR                  |
| Corsair International (früher Corsairfly)                           | SS        | 923             | CRL       | Frankreich             | FR                  |
| Croatia Airlines                                                    | OU        | 831             | CTN       | Kroatien               | HR                  |
| Cubana                                                              | CU        | 136             | CUB       | Kuba                   | CU                  |
| Czech Airlines                                                      | OK        | 064             | CSA       | Tschechische Rep.      | CZ                  |
| Delta Air Lines                                                     | DL        | 006             | DAL       | USA                    | US                  |
| DHL Air UK                                                          | D0        | 936             | DHK       | Großbritannien         | GB                  |
| DHL International Aviation ME                                       | ES        | 155             | DHX       | Bahrain                | BH                  |
| Dniproavia                                                          | Z6        | 181             | UDN       | Ukraine                | UA                  |
| Cathay Dragon                                                       | KA        | 043             | HDA       | Hong Kong (SAR), China | HK                  |
| Egypt Air                                                           | MS        | 077             | MSR       | Ägypten                | EG                  |
| El Al                                                               | LY        | 114             | ELY       | Israel                 | IL                  |
| Emirates                                                            | EK        | 176             | UAE       | VAE                    | AE                  |
| Ethiopian Airlines                                                  | ET        | 071             | ETH       | Äthiopien              | ET                  |
| Etihad Airways                                                      | EY        | 607             | ETD       | VAE                    | AE                  |
| EuroAtlantic Airways                                                | YU        | 551             | MMZ       | Portugal               | PT                  |
| European Air Transport Leipzig                                      | QY        | 615             | BCS       | Deutschland            | DE                  |
| Eurowings                                                           | EW        | 104             | EWG       | Deutschland            | DE                  |
| EVA Air                                                             | BR        | 695             | EVA       | Taipeh                 | TW                  |
| Federal Express Corporation                                         | FX        | 023             | FDX       | USA                    | US                  |
| Fiji Airways (früher Air Pacific)                                   | FJ        | 260             | FJI       | Fidschi                | FJ                  |
| Finnair                                                             | AY        | 105             | FIN       | Finnland               | FI                  |
| flybe                                                               | BE        | 267             | BEE       | Großbritannien         | GB                  |
| Freebird Airlines                                                   | FH        |                 | FHY       | Türkei                 | TR                  |
| Garuda Indonesia                                                    | GA        | 126             | GIA       | Indonesien             | ID                  |
| Georgian Airways                                                    | A9        | 606             | TGZ       | Georgien               | GE                  |
| Germania                                                            | ST        | 246             | GMI       | Deutschland            | DE                  |
| Gol Linhas Aéreas                                                   | G3        | 127             | GLO       | Brasilien              | BR                  |
| Gulf Air                                                            | GF        | 072             | GFA       | Bahrain                | BH                  |
| Hahn Air Lines                                                      | HR        | 169             | HHN       | Deutschland            | DE                  |
| Hainan Airlines                                                     | HU        | 880             | CHH       | China                  | CN                  |
| Hawaiian Airlines                                                   | HA        | 173             | HAL       | USA                    | US                  |
| Hi Fly                                                              | 5K        |                 | HFY       | Portugal               | PT                  |
| HK Express (früher Heli Hong Kong bzw. Hong Kong Express Airways)   | UO        | 128             | HKE       | Hong Kong (SAR), China | HK                  |
| Hong Kong Airlines                                                  | HX        | 851             | CRK       | Hong Kong (SAR), China | HK                  |
| Iberia                                                              | IB        | 075             | IBE       | Spanien                | ES                  |
| Icelandair                                                          | FI        | 108             | ICE       | Island                 | IS                  |
| InselAir                                                            | 7i        | 958             | INC       | Curaçao                | CW                  |
| Interair South Africa                                               | D6        | 625             | ILN       | Südafrika              | ZA                  |
| Interjet                                                            | 4O        | 837             | AIJ       | Mexiko                 | MX                  |
| InterSky                                                            | 3L        | 222             | ISK       | Österreich             | AT                  |
| Iran Air                                                            | IR        | 096             | IRA       | Iran                   | IR                  |
| Iran Aseman Airlines                                                | EP        | 815             | IRC       | Iran                   | IR                  |
| Israir                                                              | 6H        | 818             | ISR       | Israel                 | IL                  |
| Japan Airlines                                                      | JL        | 131             | JAL       | Japan                  | JP                  |
| Jazeera Airways                                                     | J9        | 486             | JZR       | Kuwait                 | KW                  |
| Jetblue Airways                                                     | B6        | 279             | JBU       | USA                    | US                  |
| Jordan Aviation                                                     | R5        | 151             | JAV       | Jordanien              | JO                  |
| JSC Nordavia-RA                                                     | 5N        | 316             | AUL       | Russland               | RU                  |
| Juneyao Airlines                                                    | HO        | 018             | DKH       | China                  | CN                  |
| Kenya Airways                                                       | KQ        | 706             | KQA       | Kenia                  | KE                  |
| Kish Air                                                            | Y9        | 780             | IRK       | Iran                   | IR                  |
| KLM Royal Dutch Airlines                                            | KL        | 074             | KLM       | Niederlande            | NL                  |
| Korean Air                                                          | KE        | 180             | KAL       | Korea, Republik        | KR                  |
| Kuwait Airways                                                      | KU        | 229             | KAC       | Kuwait                 | KW                  |
| Lacsa                                                               | LR        | 133             | LRC       | Costa Rica             | CR                  |
| LAM                                                                 | TM        | 068             | LAM       | Mosambik               | MZ                  |
| LATAM Airlines                                                      | LA        | 045             | LAN       | Chile                  | CL                  |
| LAN Argentina                                                       | 4M        | 469             | DSM       | Argentinien            | AR                  |
| LAN Colombia                                                        | 4C        | 035             | ARE       | Kolumbien              | CO                  |
| LAN Cargo                                                           | UC        | 145             | LCO       | USA                    | US                  |
| LAN Ecuador                                                         | XL        | 462             | LNE       | Ecuador                | EC                  |
| LAN Perú                                                            | LP        | 544             | LPE       | Peru                   | PE                  |
| LIAT Airlines                                                       | LI        | 140             | LIA       | Antigua und Barbuda    | AG                  |
| Madagascar Airlines                                                 | MD        | 258             | MDG       | Madagaskar             | MG                  |
| LLC NORD WIND                                                       | N4        | 216             | NWS       | Russland               | RU                  |
| LOT Polskie Linie Lotnicze                                          | LO        | 080             | LOT       | Polen                  | PL                  |
| Lufthansa                                                           | LH        | 220             | DLH       | Deutschland            | DE                  |
| Lufthansa Cargo                                                     | LH        | 020             | GEC       | Deutschland            | DE                  |
| Lufthansa CityLine                                                  | CL        | 683             | CLH       | Deutschland            | DE                  |
| Luxair                                                              | LG        | 149             | LGL       | Luxemburg              | LU                  |
| Mahan Air                                                           | W5        | 537             | IRM       | Iran                   | IR                  |
| Malaysia Airlines                                                   | MH        | 232             | MAS       | Malaysia               | MY                  |
| Malmö Aviation                                                      | TF        | 276             | SCW       | Schweden               | SE                  |
| Mandarin Airlines                                                   | AE        | 803             | MDA       | China                  | CN                  |
| Martinair Cargo                                                     | MP        | 129             | MPH       | Niederlande            | NL                  |
| MAS Air                                                             | M7        | 865             | MAA       | Mexiko                 | MX                  |
| MEA                                                                 | ME        | 076             | MEA       | Libanon                | LB                  |
| MIAT Mongolian Airlines                                             | OM        | 289             | MGL       | Mongolei               | MN                  |
| Montenegro Airlines                                                 | YM        | 409             | MGX       | Montenegro             | ME                  |
| Myanmar Airways International                                       | 8M        | 599             | MMA       | Myanmar                | MM                  |
| Nesma Airlines                                                      | NE        | 477             | NMA       | Ägypten                | EG                  |
| Nile Air                                                            | NP        | 325             | NIA       | Ägypten                | EG                  |
| Nippon Cargo Airlines                                               | KZ        | 933             | NCA       | Japan                  | JP                  |
| Nouvelair                                                           | BJ        | 796             | LBT       | Tunesien               | TN                  |
| Olympic Air                                                         | OA        | 050             | OAL       | Griechenland           | GR                  |
| Oman Air                                                            | WY        | 910             | OAS       | Oman                   | OM                  |
| Onur Air                                                            | 8Q        | 066             | OHY       | Türkei                 | TR                  |
| PAL                                                                 | PR        | 079             | PAL       | Philippinen            | PH                  |
| Pegasus Airlines                                                    | PC        | 624             | PGT       | Türkei                 | TR                  |
| PIA                                                                 | PK        | 214             | PIA       | Pakistan               | PK                  |
| Precision Air                                                       | PW        | 031             | PRF       | Tansania               | TZ                  |
| PrivatAir                                                           | PV        |                 | PTI       | Schweiz                | CH                  |
| Qantas Airways                                                      | QF        | 081             | QFA       | Australien             | AU                  |
| Qatar Airways                                                       | QR        | 157             | QTR       | Katar                  | QA                  |
| Rossiya – Russian Airlines                                          | FV        | 195             | SDM       | Russland               | RU                  |
| Royal Air Maroc                                                     | AT        | 147             | RAM       | Marokko                | MA                  |
| Royal Brunei                                                        | BI        | 672             | RBA       | Brunei                 | BN                  |
| Royal Jordanian                                                     | RJ        | 512             | RJA       | Jordanien              | JO                  |
| RwandAir                                                            | WB        | 459             | RWD       | Ruanda                 | RW                  |
| SAA                                                                 | SA        | 083             | SAA       | Südafrika              | ZA                  |
| Safair                                                              | FA        | 640             | SFR       | Südafrika              | ZA                  |
| Safi Airways                                                        | 4Q        | 741             | SFW       | Afghanistan            | AF                  |
| Santa Barbara Airlines                                              | S3        | 249             | BBR       | Venezuela              | VE                  |
| SAS                                                                 | SK        | 117             | SAS       | Schweden               | SE                  |
| SATA Air Açores                                                     | SP        | 737             | SAT       | Portugal               | PT                  |
| SATA Internacional                                                  | S4        | 331             | RZO       | Portugal               | PT                  |
| Saudi Arabian Airlines (zeitweise Saudia)                           | SV        | 065             | SVA       | Saudi-Arabien          | SA                  |
| Shandong Airlines                                                   | SC        | 324             | CDG       | China                  | CN                  |
| Shanghai Airlines                                                   | FM        | 774             | CSH       | China                  | CN                  |
| Shenzhen Airlines                                                   | ZH        | 479             | CSZ       | China                  | CN                  |
| Singapore Airlines (SIA)                                            | SQ        | 618             | SIA       | Singapur               | SG                  |
| SIA Cargo                                                           | SQ        |                 | SIA       | Singapur               | SG                  |
| Sichuan Airlines                                                    | 3U        | 876             | CSC       | China                  | CN                  |
| Silk Way West Airlines                                              | 7L        | 501             | AZG       | Aserbaidschan          | AZ                  |
| Silk Air                                                            | MI        | 629             | SLK       | Singapur               | SG                  |
| South African Express Airways                                       | XZ        |                 | EXY       | Südafrika              | ZA                  |
| Sky Airline                                                         | H2        | 605             | SKU       | Chile                  | CL                  |
| SriLankan Airlines (früher Air Lanka)                               | UL        | 603             | ALK       | Sri Lanka              | LK                  |
| Sudan Airways                                                       | SD        | 200             | SUD       | Sudan                  | SD                  |
| Sunexpress                                                          | XQ        | 564             | SXS       | Türkei                 | TR                  |
| Surinam Airways                                                     | PY        | 192             | SLM       | Surinam                | SR                  |
| Swiss                                                               | LX        | 724             | SWR       | Schweiz                | CH                  |
| Syrian Arab Airlines                                                | RB        | 070             | SYR       | Syrien                 | SY                  |
| S7 Airlines (früher Siberia Airlines)                               | S7        | 421             | SBI       | Russland               | RU                  |
| TAAG Angola Airlines                                                | DT        | 118             | DTA       | Angola                 | AO                  |
| TACA                                                                | TA        | 202             | TAI       | El Salvador            | SV                  |
| TACA Perú                                                           | T0        | 530             | TPU       | Peru                   | PE                  |
| TACV Cabo Verde Airlines                                            | VR        | 696             | TCV       | Kap Verde              | CV                  |
| TAM Airlines                                                        | PZ        | 692             | LAP       | Paraguay               | PY                  |
| TAM Linhas Aéreas                                                   | JJ        | 957             | TAM       | Brasilien              | BR                  |
| TAME – Línea Aérea del Ecuador                                      | EQ        | 269             | TAE       | Ecuador                | EC                  |
| TAP Portugal                                                        | TP        | 047             | TAP       | Portugal               | PT                  |
| TAROM                                                               | RO        | 281             | ROT       | Rumänien               | RO                  |
| Tassili Airlines                                                    | SF        | 515             | DTH       | Algerien               | AR                  |
| Thai Airways International                                          | TG        | 217             | THA       | Thailand               | TH                  |
| Turkish Airlines                                                    | TK        | 235             | THY       | Türkei                 | TR                  |
| Tianjin Airlines                                                    | GS        | 826             | GCR       | China                  | CN                  |
| TNT Airways                                                         | 3V        | 756             | TAY       | Belgien                | BE                  |
| TransAsia Airways                                                   | GE        | 170             | TNA       | Taipeh                 | TW                  |
| TUIfly                                                              | X3        | 617             | TUI       | Deutschland            | DE                  |
| Tunisair (früher Tunis Air)                                         | TU        | 199             | TAR       | Tunesien               | TN                  |
| Ukraine International Airlines                                      | PS        | 566             | AUI       | Ukraine                | UA                  |
| United Airlines                                                     | UA        | 016             | UAL       | USA                    | US                  |
| UPS Airlines                                                        | 5X        | 406             | UPS       | USA                    | US                  |
| Ural Airlines                                                       | U6        | 262             | SVR       | Russland               | RU                  |
| UTair                                                               | UT        | 298             | UTA       | Russland               | RU                  |
| Uzbekistan Airways                                                  | HY        | 250             | UZB       | Usbekistan             | UZ                  |
| Vietnam Airlines                                                    | VN        | 738             | HVN       | Vietnam                | VN                  |
| Virgin Atlantic Airways                                             | VS        | 932             | VIR       | Großbritannien         | GB                  |
| Virgin Australia                                                    | VA        | 795             | VAU       | Australien             | AU                  |
| VLM Airlines                                                        | VG        | 693             | VLM       | Belgien                | BE                  |
| Volaris                                                             | Y4        | 036             | VOI       | Mexiko                 | MX                  |
| Volga-Dnepr Airlines                                                | VI        | 412             | VDA       | Russland               | RU                  |
| Vueling                                                             | VY        | 030             | VLG       | Spanien                | ES                  |
| Wamos Air                                                           | EB        | 460             | PLM       | Spanien                | ES                  |
| White Airways (White coloured by you)                               | WI        | 097             | WHT       | Portugal               | PT                  |
| Widerøe’s Flyveselskap                                              | WF        | 701             | WIF       | Norwegen               | NO                  |
| Xiamen Airlines                                                     | MF        | 731             | CXA       | China                  | CN                  |
| Yemenia                                                             | IY        | 635             | IYE       | Jemen                  | YE                  |

### Ehemalige Mitglieder
Folgende Fluggesellschaften waren Mitglieder der IATA:
| Fluggesellschaft                              | IATA-Code | IATA-Prefixcode | ICAO-Code | Land                    | Ländercode nach ISO |
| --------------------------------------------- | --------- | --------------- | --------- | ----------------------- | ------------------- |
| Aerosvit Airlines                             | VV        | 870             | AEW       | Ukraine                 | UA                  |
| Air Armenia                                   | QN        | 907             | ARR       | Armenien                | AM                  |
| Air Cargo Germany                             | 6U        | 730             | ACX       | Deutschland             | DE                  |
| Air Jamaica                                   | JM        | 201             | AJM       | Jamaika                 | JM                  |
| Air Nigeria (früher Virgin Nigeria)           | VK        | 786             | VGN       | Nigeria                 | NG                  |
| Air One                                       | AP        | 867             | ADH       | Italien                 | IT                  |
| Air Uganda                                    | U7        | 926             | UGA       | Uganda                  | UG                  |
| Air Zimbabwe                                  | UM        | 168             | AZW       | Simbabwe                | ZW                  |
| AnadoluJet                                    | KT        |                 | AJA       | Türkei                  | TK                  |
| Ansett Australia                              | AN        | 090             | AAA       | Australien              | AU                  |
| Armavia                                       | U8        | 669             | RNV       | Armenien                | AM                  |
| Belle Air Europe                              | L9        |                 | BAL       | Italien                 | IT                  |
| B&H Airlines                                  | JA        | 995             | BON       | Bosnien und Herzegowina | BA                  |
| Blue Wings                                    | QW        | 049             | BWG       | Deutschland             | DE                  |
| bmi                                           | BD        | 236             | BMA       | Großbritannien          | GB                  |
| Caspian Airlines                              | RV        | 879             | CPN       | Iran                    | IR                  |
| Cimber Sterling (früher Cimber Air)           | QI        | 647             | CIM       | Dänemark                | DK                  |
| Cirrus Airlines                               | C9        | 251             | RUS       | Deutschland             | DE                  |
| Continental Airlines                          | CO        | 005             | COA       | USA                     | US                  |
| Continental Micronesia                        | CS        | 596             | CMI       | Guam                    | GU                  |
| Cyprus Airways                                | CY        | 048             | CYP       | Zypern                  | CY                  |
| Denim Airways                                 | 3D        | 490             | DNM       | Niederlande             | NL                  |
| European Air Transport                        | QY        | 615             | BCS       | Belgien                 | BE                  |
| Hapag-Lloyd                                   | HF        | 617             | HLF       | Deutschland             | DE                  |
| Hellas Jet                                    | HJ        | 681             | HEJ       | Griechenland            | GR                  |
| Hemus Air                                     | DU        | 748             | HMS       | Bulgarien               | BG                  |
| Indian Airlines                               | IC        | 058             | IAC       | Indien                  | IN                  |
| JALways                                       | JO        | 708             | JAZ       | Japan                   | JP                  |
| Lauda Air                                     | NG        | 231             | LDA       | Österreich              | AT                  |
| LTU                                           | LT        | 266             | LTU       | Deutschland             | DE                  |
| Libyan Airlines (früher Libyan Arab Airlines) | LN        | 148             | LAA       | Libyen                  | LY                  |
| Malév                                         | MA        | 182             | MAH       | Ungarn                  | HU                  |
| Mexicana                                      | MX        | 132             | MXA       | Mexiko                  | MX                  |
| Pan American Airways                          | PA        | 026             | PAA       | USA                     | US                  |
| PLUNA                                         | PU        | 286             | PUA       | Uruguay                 | HU                  |
| JSC Aircompany Yakutia                        | R3        | 849             | SYL       | Russland                | RU                  |
| Silk Way Airlines                             | ZP        | 463             | AZQ       | Aserbaidschan           | AZ                  |
| Skyways Express                               | JZ        | 752             | SKX       | Schweden                | SE                  |
| Spanair                                       | JK        | 680             | JKK       | Spanien                 | ES                  |
| Syphax Airlines                               | FS        | 393             | SYA       | Tunesien                | TN                  |
| US Airways                                    | US        | 037             | USA       | USA                     | US                  |
| Vladivostok Avia                              | XF        | 277             | VLK       | Russland                | RU                  |
| Suparna Airlines                              | Y8        | 841             | YZR       | China                   | CN                  |
| Trans World Airlines                          | TW        | 015             | TWA       | USA                     | US                  |

## Leitung
- Generaldirektor
  - Willie Walsh

- Aufsichtsrat
  - Robin Hayes (Vorsitz) (jetBlue)
  - Calin Rovinescu (Air Canada)
  - María José Hidalgo Gutiérrez (Air Europa)
  - Benjamin Smith (Air France-KLM)
  - Yuji Hirako (All Nippon Airways)
  - Douglas Parker (American Airlines)
  - Anco van der Werff (Avianca)
  - Tang Kin Wing Augustus (Cathay Pacific)
  - Liu Shaoyong (China Eastern Airlines)
  - Wang Changshun (China Southern Airlines)
  - Pedro Heilbron (Copa Airlines)
  - Mohamed Roshdy Zakaria (Egypt Air)
  - Tewolde GebreMariam (Ethiopian Airlines)
  - Donald F. Colleran (FedEx Express)
  - Luis Gallego MartÍn (International Airlines Group)
  - Ronojoy Dutta (IndiGo Airlines)
  - Pieter Elbers (KLM)
  - Walter Cho (Korean Air)
  - Roberto Alvo (LATAM Airlines Group)
  - Carsten Spohr (Lufthansa)
  - Mohamad El-Hout (Middle East Airlines)
  - Mehmet Tevfik Nane (Pegasus Airlines)
  - Alan Joyce (Qantas Airways)
  - Akbar Al Baker (Qatar Airways)
  - Yvonne Manzi Makolo (RwandAir)
  - Rickard Gustafson (Scandinavian Airlines)
  - Ibrahim Al-Omar (Saudi Arabian Airlines)
  - Goh Choon Phong (Singapore Airlines)
  - Ajay Singh (SpiceJet)
  - Oscar Munoz (United Airlines)

(Quelle:)